# Michael Swidén
Michael Swidén, född 2 mars 1963 i Karlstad, är en svensk kriminaldeckarförfattare. Han växte upp i Karlstad och då i stadsdelen Viken. Som liten gick han på Kvarnbergsskolan för att 1975 flytta till Rud där han växte upp under tonåren. Swidén gick så småningom på gymnasiet på Nobel och utbildade sig till snickare. 1982 var han klar med skolan. Åren fram till 1989 var han snickare och fastighetsskötare. 1990 sadlade han om till it-branschen och har varit verksam inom det sedan dess. Han arbetar med det vid sidan av sitt författarskap. Sedan 20 år tillbaka bor han tillsammans med sin fru i sommarstaden Halmstad i vilken han semestrade med båda sina föräldrar och sina två bröder under hela sin uppväxt. Redan som liten grabb och förälskade sig Michael i staden vid havet. Och 2001 beslutade sig Michael och hans fru att flytta för gott till staden.

## Michaels författarskap
Michaels debutroman Hedonisten kom ut 2016 och följdes sedan upp av Visionären' 2017, Missionären 2018 och under 2019 kom fjärde boken Nemesis Testamente ut. De första tre böckerna ingår i trilogin om polisgruppen RKMS, Rikskriminalens Mordsektion. Bok 4 är fristående. Alla fyra böcker handlar om seriemördare. Bok 5. Hotet från Djupet kom ut den 25 juli 2020. Ännu en fristående bok. Den här gången utspelar sig boken vid västkusten och handlar om tjuvfiske. Förutom att skriva böcker driver Michael sitt eget bokförlag, Svedsko Förlag. Han jobbar även heltid som datatekniker]

## Fd musiker
Michael har även varit verksam som sångare och gitarrist. Som artist kallade han sig för Mr Suede. Men sedan 2010 är musikkarriären lagd på hyllan.

## Bokkaraktärer
Alla Michaels böcker bygger på RKMS-teamet, Rikskriminalens Mordsektion. Kriminalkommissarie Per Karlsson leder gruppen som består av Ewa, Sven, Carina, Hans, Lars, Fredrik, Astrid och Jörgen. De håller till i polishuset i Stockholm. De reser omkring i Sverige och löser mordgåtor med seriemördare.